# Halo Wars
Halo Wars é um jogo de estratégia em tempo real (RTS) desenvolvido pela Ensemble Studios e publicado pela Microsoft Game Studios para o Xbox 360. Foi lançado primeiramente no Japão e Austrália em 26 de fevereiro de 2009; na Europa em 27 de fevereiro; e na América do Norte em 3 de março. O jogo é ambientado no universo de ficção científica da franquia Halo no ano 2531, 21 anos antes dos eventos de Halo: Combat Evolved. O jogador conduz soldados humanos a bordo da nave de guerra Spirit of Fire em um esforço para impedir que uma antiga frota de naves caia nas mãos do alienígena genocida Covenant.
Halo Wars foi revelado no show X06 do Xbox em 2006. A Ensemble projetou o jogo especificamente para o controle do Xbox 360, na tentativa de contornar problemas presentes em RTS anteriores no console. A Ensemble foi fechada pela Microsoft antes do lançamento do jogo, mas logo depois a Robot Entertainment foi fundada por muitos dos ex-funcionários da Ensemble; esta nova empresa continuou a oferecer suporte ao Halo Wars com atualizações e conteúdo para download.
Halo Wars recebeu críticas geralmente positivas. Os críticos elogiaram as cinemáticas pré-renderizadas do jogo, a atenção aos detalhes na replicação do universo Halo e o esquema de controle intuitivo. As reclamações contra o jogo incluíam a falta de uma opção de jogar como a facção Covenant no modo campanha, bem como a falta de opções estratégicas durante o jogo. Críticos da GameSpot e USA Today escreveram que jogadores experientes de RTS achariam os elementos estratégicos do título superficiais. O jogo vendeu um milhão de unidades em todo o mundo até março de 2009, tornando-se o jogo de estratégia em tempo real para console mais vendido até a data. Uma versão aprimorada do jogo chamada Halo Wars: Definitive Edition, foi lançada para Windows e Xbox One em dezembro de 2016. Halo Wars 2, uma sequência desenvolvida pela 343 Industries e Creative Assembly, foi lançado em fevereiro de 2017.

## Jogabilidade

Em Halo Wars, unidades especiais conhecidas como Líderes podem mudar o rumo da batalha. Aqui, o Prophet of Regret, um Líder Covenant, invoca uma habilidade de "Limpeza" de uma nave em órbita para dizimar as forças humanas inimigas.

Halo Wars é um jogo eletrônico de estratégia em tempo real (RTS) desenvolvido exclusivamente para o console Xbox 360, no qual os jogadores comandam exércitos de uma visão panorâmica do campo de batalha. O jogo se concentra no combate militar, mas contém gerenciamento de recursos simplificado e elementos de construção de base. Ele foi projetado com o controle do Xbox 360 em mente; por exemplo, o botão "A" é usado para selecionar unidades. Um único toque no botão seleciona uma unidade, enquanto um toque duplo seleciona todas as unidades do mesmo tipo. O D-pad navega pelas batalhas atuais e circula pelas bases, enquanto a alavanca analógica direita ajusta o ângulo da câmera. Um menu radial é usado para a construção da base.
Halo Wars apresenta um modo de jogo de campanha baseado em história militar que pode ser jogado sozinho ou cooperativamente através do serviço Xbox Live. Uma opção multijogador sem enredo, chamada "modo skirmish", permite aos jogadores competir contra oponentes humanos ou controlados por computador. O jogo apresenta duas facções que os jogadores podem controlar: o Comando Espacial das Nações Unidas (UNSC) humano como Capitão Cutter, Sargento Forge ou Professora Anders, e o alienígena Covenant como o Prophet Of Regret, o Árbitro ou Chefe tribal Brute. Cada facção possui unidades, forças e habilidades especiais diferentes. Existem três "Líderes" selecionáveis para cada lado; o líder escolhido permite o uso de unidades e atualizações específicas durante o jogo. Enquanto os líderes Covenant aparecem no campo de batalha como unidades, os líderes humanos não.
O combate em Halo Wars é balanceado por um sistema de "pedra-papel-tesoura". Em geral, os veículos terrestres são eficazes no combate contra a infantaria, a infantaria é eficaz contra aeronaves e as aeronaves são eficazes contra veículos. A maioria das unidades possui uma habilidade especial única; por exemplo, fuzileiros navais humanos lançam granadas, enquanto o veículo "Warthog" pode atropelar os inimigos. Os humanos têm acesso à sua nave, a Spirit of Fire, e suas habilidades especiais, como um poderoso canhão eletromagnético chamado M.A.C. (Magnetic Accelerator Cannon). Unidades Covenant são geralmente mais fracas do que suas contrapartes do UNSC, mas podem usar geradores de escudo defensivo baratos e poderosos para adicionar proteção às suas bases. Os jogadores estabelecem seus exércitos construindo e expandindo bases; estas são usadas para treinar unidades e alocar recursos para a pesquisa de atualizações e tecnologias. Há um número limitado de localizações potenciais para bases em cada cenário ou mapa, tornando a fortificação e defesa da base uma prioridade. Um jogador é derrotado se todas as suas bases forem destruídas, a menos que uma nova base seja estabelecida rapidamente. O exército de um jogador também deve ser destruído para ser derrotado.
As unidades são treinadas, os edifícios são atualizados e habilidades especiais são ativadas usando recursos conhecidos como "suprimentos". Os jogadores podem encontrar suprimentos no campo de batalha ou gerá-los construindo estruturas de fornecimento nas bases. Um número maior desses edifícios produzem mais suprimentos. Algumas estruturas e atualizações tornam-se disponíveis somente depois que o jogador atinge um certo "nível de tecnologia". O UNSC pode atingir vários níveis de tecnologia por meio da construção de reatores, com algumas ações exigindo até o nível quatro; o Covenant constrói um único templo que permite três atualizações de nível de tecnologia. O Covenant tem um nível de tecnologia a menos e cada atualização é mais cara. A destruição de um templo resulta na perda de toda a tecnologia até que o templo seja reconstruído. Cada base tem uma quantidade limitada de espaço, então os jogadores devem equilibrar seus edifícios de recursos com outras instalações, como aquelas usadas para criar unidades militares. O número de unidades que um jogador pode implantar é limitado, mas certas atualizações facilitam esse limite.

## Enredo

### Ambientação
Halo Wars se passa no universo de ficção científica da série Halo, durante o século 26. Em 2525, um coletivo de raças alienígenas conhecido como Covenant atacou a humanidade, declarando os humanos uma afronta aos seus deuses, os Forerunners. O jogo se passa em 2531, aproximadamente 20 anos antes dos eventos de Halo: Combat Evolved. Seis anos após o Covenant invadir a colônia de Harvest, as forças humanas do UNSC ainda estão travando uma batalha no planeta.

### Personagens
O comandante da nave de guerra do UNSC Spirit of Fire é o capitão James Cutter (Gregg Berger), um líder forte que conquistou a admiração de seus subordinados. A falta de ambição política de Cutter o impede de subir ainda mais na hierarquia. Servindo sob o comando de Cutter está o sargento John Forge (Nolan North), um fuzileiro naval rude cuja devoção aos seus homens o levou a ser preso duas vezes por desobedecer ordens e se envolver em conduta desordenada. Juntando-se a expedição militar da Spirit of Fire está a professora Ellen Anders (Kim Mai Guest), uma cientista interessada em ruínas antigas dos misteriosos Forerrunners. A Spirit of Fire é operada com a ajuda de Serina (Courtenay Taylor), uma inteligência artificial superinteligente (IA) com um senso de humor sardônico; foi notado que ela demonstra um nível de desdém pelos humanos que ela auxilia. Liderando a busca do Covenant pela tecnologia Forerunner está um guerreiro sagrado conhecido como Árbitro (David Sobolov), a quem os líderes do Covenant, os Profetas Hierarcas, encarregaram-se de supervisionar a destruição da humanidade.

### História
A Spirit of Fire é enviada ao planeta em ruínas, Harvest para investigar a atividade do Covenant, onde Cutter descobre que o Covenant escavou algo no polo norte do planeta. Quando o principal posto avançado do UNSC em Harvest é capturado, Cutter ordena que Forge o retome. Logo depois, Forge inspeciona a escavação Covenant e descobre que eles, sob a direção do Árbitro, descobriram uma instalação Forerunner. As tropas de Forge derrotam as forças Covenant antes que possam destruir a instalação, e Anders chega. Ela determina que a instalação é um mapa interestelar e reconhece um conjunto de coordenadas que aponta para a colônia humana de Arcadia.
Depois de repelir um contra-ataque do Covenant nas instalações Forerunner, a Spirit of Fire viaja para Arcadia, onde o Covenant começou a invadir cidades locais e massacrar civis. Forge contata as forças especiais Spartan locais e auxilia no processo de evacuação. O Covenant constrói um escudo de energia gigante para esconder a construção de uma super-arma Scarab gigante e sua busca pelas ruínas Forerunner na área, mas as forças do UNSC usam equipamento experimental para romper o escudo. O Scarab é destruído, mas o Árbitro sequestra Anders e foge do planeta.
Forge e os Spartans retornam à Spirit of Fire e a tripulação segue o sinal de Anders para um planeta desconhecido em outro sistema estelar. A superfície do planeta está infestada pelo parasita Flood, que ataca e assimila qualquer vida senciente que encontra. A Spirit of Fire inadvertidamente ativa uma estação de ancoragem Forerunner e entra no interior do planeta. O Flood embarca na nave, e logo as Sentinelas Forerunner aparecem para limpar a ameaça Flood e também para destruir todas as forças do UNSC no processo. A tripulação descobre que o planeta é na verdade oco, com um interior habitável e um sol em miniatura. O plano do Covenant é ativar uma frota adormecida de naves Forerunner altamente avançadas dentro do planeta e usá-las para obliterar a humanidade.
Enquanto as naves Forerunner estão sendo ativadas, Anders escapa por um dispositivo de teletransporte e é resgatada. Cutter decide destruir a frota Forerunner ao invés de permitir que o Covenant a use. Anders formula um plano para detonar a unidade de viagem mais rápido que a luz da nave no sol do planeta, já que a explosão causaria uma supernova. Antes que eles possam preparar o reator, Forge e os Spartans são emboscados pelo Árbitro e seus Elites. Os Spartans acabam com os alienígenas e Forge mata o Árbitro. O reator é danificado durante o combate, sendo necessária uma detonação manual. Forge se voluntaria para a tarefa suicida, dizendo aos Spartans que eles serão necessários na luta que se aproxima. A Spirit of Fire escapa assim que Forge sobrecarrega o reator, destruindo a frota Forerunner. Sem sua unidade de viagem mais rápido que a luz, a Spirit of Fire fica à deriva no espaço. A tripulação entra em sono criogênico para armazenamento de longo prazo enquanto Cutter dá uma última olhada no tubo criogênico vazio de Forge. Se o jogo for concluído no modo de dificuldade "Lendário", Serina acorda Cutter e diz a ele que "algo aconteceu".

## Desenvolvimento

### Design
A desenvolvedora Bungie concebeu Halo: Combat Evolved como um jogo de estratégia em tempo real no qual os jogadores controlariam taticamente unidades e veículos em um ambiente tridimensional. A Microsoft adquiriu a Bungie em 2000, e o jogo se tornou um jogo de tiro em primeira pessoa e um "aplicativo matador" para o console Xbox. A Bungie produziu duas sequências mais vendidas, Halo 2 em 2004 e Halo 3 em 2007, antes de se separar da Microsoft e se tornar uma empresa independente mais uma vez. Embora a Bungie esteja livre para produzir nova propriedade intelectual, os direitos de Halo permaneceram com a Microsoft. Shane Kim, chefe da Microsoft Game Studios, disse durante o anúncio da divisão que "nossa intenção é continuar investindo em [Halo] e crescendo ele".
Em 2004, a Ensemble Studios, de propriedade da Microsoft - criadores da série de estratégia Age of Empires - começou a trabalhar no jogo que se tornaria o Halo Wars. O estúdio confirmou em abril de 2006 que estava trabalhando em um RTS baseado em console. O CEO Tony Goodman disse: "Estamos dando uma chance aos jogos RTS no console. Na verdade, passamos um ano inteiro tentando reconstruir como os controles funcionariam em um jogo RTS." Sem revelar o título, Goodman descreveu o jogo como sendo mais curto e visceral do que seus projetos anteriores.
Halo Wars não era originalmente um título da série Halo. A Ensemble passou de 12 a 18 meses trabalhando no esquema de controle, usando o motor de Age of Mythology. A equipe de desenvolvimento hackeou uma expansão de Age of Mythology, The Titans, e a usou como um protótipo para experimentos de controle. A Ensemble descobriu que o gerenciamento dos recursos, unidades e edifícios de Age of Mythology era muito difícil com o controle de console. "A resposta [para fazer um jogo de estratégia no estilo PC para um console] está na verdade oculta na pergunta", disse Jason Pace, principal produtor do Microsoft Game Studio, ao The New Zealand Herald. "É algo que acreditamos ter impedido o sucesso dos jogos de estratégia em console: você não pode efetivamente trazer um jogo de estratégia no estilo PC para o console porque a mecânica fundamental do jogo está ligada aos dispositivos de entrada mouse e teclado. Não é uma questão de apenas mudar o esquema de controle para ser amigável ao gamepad - você precisa adaptar a mecânica de estratégia subjacente para fazer sentido com o novo dispositivo de entrada." O designer sênior Justin Rouse disse que a equipe manteve os controles da pesquisa que realizaram, mas descartou o resto em favor de "construir do zero o que precisamos: o básico, o núcleo de um jogo de estratégia." Com o objetivo de fazer "o primeiro grande jogo de estratégia no console", A Ensemble simplificou a mecânica de jogo; o único recurso do jogo é produzido em cada local da base, o que permite que os jogadores percorram rapidamente suas bases em vez de microgerenciar vários recursos em muitos locais.
Assim que os desenvolvedores ficaram satisfeitos com os controles, eles apresentaram seu projeto à Microsoft, que sugeriu que fosse transformado em um jogo Halo. A Bungie não ficou nada feliz com este desenvolvimento. O fundador da Ensemble, Tony Goodman, afirmou em uma entrevista de 2012 que a Bungie viu o movimento como "a prostituição da nossa franquia".
Embora a Ensemble teve que recriar todos os ativos da Bungie do zero, a Bungie produziu uma grande quantidade de material de referência para a adaptação cinematográfica de Halo que a equipe de Halo Wars usou como inspiração. Outro ponto de referência foi a arte dos jogos de tiro em primeira pessoa Halo; no entanto, como a arte era de uma perspectiva avançada e Halo Wars ocorre de uma visão panorâmica, a equipe exagerou as formas para tornar as unidades reconhecíveis. O designer principal Graeme Devine notou que o jipe Warthog está "na verdade pulando três vezes mais alto do que em Halo, e vai quatro vezes mais rápido do que em Halo, e todas essas coisas - mas parece o mesmo. Muito diferente, entre aparência e precisão." Para garantir a continuidade artística entre Halo Wars e os jogos anteriores da série, a Ensemble criou um conjunto de diretrizes para seus artistas seguirem; por exemplo, o Covenant deveria manter sua aparência curvilínea e orgânica, enquanto o Forerunner e o UNSC deveriam manter os mesmos ângulos geométricos. As estruturas e unidades do UNSC receberam uma tonalidade verde, com destaques especulares em dourado. O Covenant foi texturizado com um padrão repetitivo de favo de mel, com pequenas luzes azuis contra uma cor de base roxa.
Devine descreveu o desafio de desenvolver Halo Wars como "fazer com que os fãs de Halo joguem um jogo de estratégia em tempo real e fazer com que os fãs de estratégia em tempo real joguem um jogo de Halo". "Os fãs da série [de tiro em primeira pessoa] têm expectativas muito fortes sobre a aparência, a sensação e o desempenho de um jogo Halo. Halo tem tudo a ver com ação heróica para salvar a humanidade, mega-batalhas por toda a galáxia, combate visceral altamente sintonizado e tensão de tirar o fôlego", disse Pace. Esses temas foram considerados fundamentais para a experiência de Halo e, portanto, a Ensemble tentou replicá-los em Halo Wars. No início dos testes de jogo, os desenvolvedores observaram fãs dedicados de Halo jogar o jogo; o feedback deles levou ao desenvolvimento de habilidades especiais, que, de acordo com Devine, aumentaram a sensação de Halo.
Por causa do grande papel do Master Chief nos jogos anteriores, um esforço significativo foi despendido nas unidades Spartan. O designer-chefe Dave Pottinger disse que a equipe de design "começou apenas aceitando e abraçando o fato de que os Spartans têm que ser a unidade mais legal do jogo. Do contrário, não atenderá às expectativas dos fãs de Halo." Para posicionar os Spartans como "fazedores de reis" no jogo, a equipe deu a eles o que considerou a habilidade de unidade "mais legal": sequestrar veículos inimigos. Os desenvolvedores esperavam que os jogadores ficassem ligados a Spartans individuais na campanha e dessem a cada um nome individual; unidades de combate foram deixadas sem nome. O design de personagem dos Spartans foi feito para enfatizar sua relativa inexperiência e o cenário do jogo, que ocorre décadas antes dos eventos da trilogia principal. Devine comentou sobre o visual dos Spartans:
... Sentimos porque foi 20 anos antes, estes são Spartans muito mais jovens. Eles não são tão experientes quanto Master Chief, e olhamos muito para a infantaria de combate entrando em guerras reais, e normalmente no início de uma guerra, especialmente a Guerra do Vietnã, se você olhar para a infantaria, eles estão todos carregados. Eles estão com todas as mochilas, todos os cintos colocados, cada pedaço de armadura está lá, e eles estão carregando muitas armaduras. No final da guerra, eles perderam tudo e apenas carregam o que precisam. Isso é tudo que eles têm. Então, se você olhar para os nossos Spartans, eles têm mais peças de armadura ao entrar na guerra. Eles têm mais marcas ali, mais peças de armadura. Eles ainda estão com os cintos, ainda estão carregando tudo.
A Ensemble expandiu o universo Halo durante o desenvolvimento do jogo, a fim de criar unidades suficientes para dar aos jogadores opções estratégicas. Entre as novas unidades estava o Gorgon, um mech bípede que usava armas chamadas Needlers para destruir aeronaves leves. No entanto, a Ensemble percebeu mais tarde que o Gorgon invalidou uma regra que eles haviam estabelecido: "qualquer coisa com duas pernas que ande" era uma unidade de infantaria. Em vez disso, a equipe adicionou uma nova aeronave chamada Vampire. O UNSC, entretanto, não tinha uma unidade corpo a corpo para igualar o poder corpo a corpo do Covenant. A Ensemble considerou usar as armaduras Spartan Mark I originais e menos avançadas, de acordo com a tradição de Halo, mas uma vez adicionadas essas unidades eram indistinguíveis dos Spartans na aparência. Em vez disso, eles criaram uma unidade pesada e mecanizada chamada Cyclops, uma referência à Age of Mythology.
As restrições de tempo impediram que muitos elementos aparecessem no jogo final. Uma das características que faltavam era um sistema de fatalidade pelo qual Spartans ou líderes Covenant podiam infligir danos massivos em grandes grupos de unidades. Pottinger disse que as animações, embora interessantes, não combinavam com o combate acelerado de Halo Wars e aumentaram as preocupações com o balanceamento. Outros elementos baseados na ficção de Halo não funcionaram em um jogo de estratégia. Embora mais de 100 pessoas tenham trabalhado no projeto, que custou dezenas de milhões de dólares, uma campanha do Covenant nunca foi realizada devido à falta de mão de obra e dinheiro.

### Anúncios

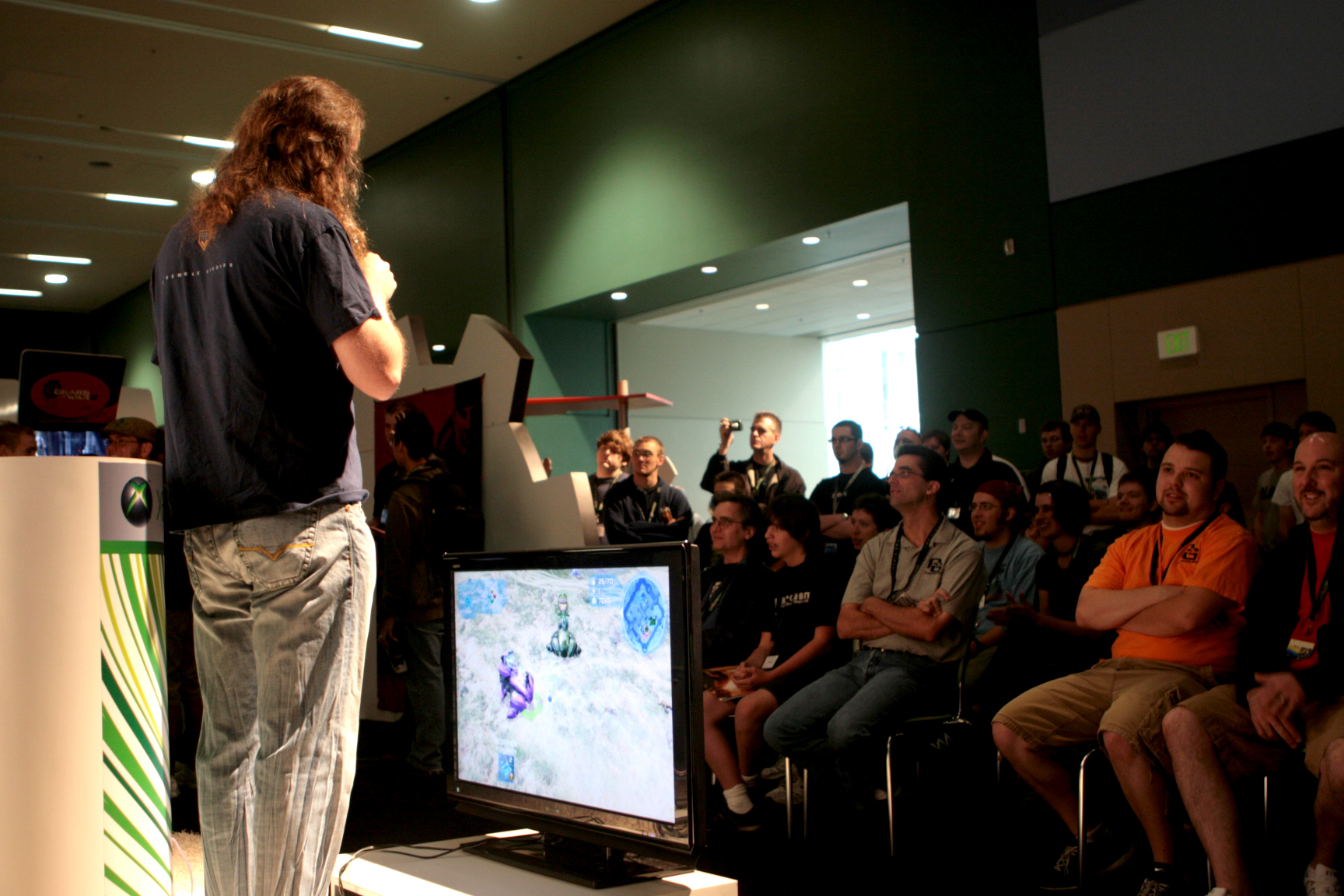
Devine demonstra Halo Wars no Penny Arcade Expo 2008.

Halo Wars foi anunciado oficialmente no briefing de mídia no X06 da Microsoft em 27 de setembro de 2006, com um trailer pré-renderizado criado pelo Blur Studio. O trailer mostra um grupo de veículos Warthog em busca de soldados desaparecidos. Elites Covenant emboscam a patrulha e uma batalha envolve veículos humanos e Covenant e infantaria. O trailer termina com a chegada de reforços Spartans. A GameSpy listou o trailer em seus 25 melhores momentos cinemáticos de jogos eletrônicos, porque mostrou "o mundo de Halo em uma escala muito maior".
Halo Wars foi exibido na Electronic Entertainment Expo (E3) em 2007 e 2008. Devine narrou a trilha sonora para um vídeo exibido na E3 2007, que mais tarde foi disponibilizado no Xbox Live Marketplace. Este vídeo descreveu os controles de jogo, interface de usuário, veículos, armas especiais e novas unidades. Ele também mostrou uma base do UNSC que consiste em uma base aérea, depósito de veículos, silo de mísseis e outros edifícios. O IGN, a Next Generation e a PC World classificaram Halo Wars como uma das apresentações mais esperadas da E3.
Em 10 de setembro de 2008, a Ensemble Studios anunciou que fecharia após conclusão de Halo Wars. O fundador da Ensemble, Tony Goodman, e outros funcionários anunciaram a formação de um novo estúdio, Robot Entertainment, pouco antes do lançamento do jogo; outro grupo de ex-funcionários criaram a Bonfire Studios. A Robot anunciou que, ao desenvolver uma nova propriedade intelectual, daria suporte a Halo Wars e Age of Empires por meio de uma parceria com a Microsoft Game Studios.

### Áudio
| Título                                | Tempo |
| ------------------------------------- | ----- |
| "Spirit of Fire"                      | 2:11  |
| "Bad Here Day"                        | 3:00  |
| "Perspective"                         | 1:24  |
| "Money or Meteors"                    | 3:23  |
| "Flollo"                              | 3:01  |
| "Just Ad Nauseum"                     | 0:56  |
| "Unusually Quiet"                     | 1:29  |
| "Flip and Sizzle"                     | 3:39  |
| "Put the Lady Down"                   | 2:20  |
| "Six-Armed Robbing Suit"              | 2:55  |
| "Action Figure Hands"                 | 2:59  |
| "Status Quo Show"                     | 1:13  |
| "Part of the Plan"                    | 0:29  |
| "Work Burns and Runaway Grunts"       | 3:06  |
| "Freaked Out"                         | 0:44  |
| "Rescued or Not"                      | 1:31  |
| "Best Guess at Best"                  | 2:55  |
| "One Problem at a Time"               | 1:14  |
| "De Facto the Matter"                 | 1:31  |
| "Part of the Problem"                 | 2:58  |
| "Fingerprints Are Broken"             | 3:22  |
| "Out of There Alive"                  | 1:04  |
| "Through Your Hoops"                  | 1:35  |
| "Under Your Hurdles"                  | 1:28  |
| "Insignificantia (All Sloppy/No Joe)" | 3:19  |
| Tempo total                           | 53:57 |

A música de Halo Wars foi composta por Stephen Rippy, o compositor de todos os jogos Age of Empires. Rippy queria escrever novo material, mantendo a continuidade, reutilizando elementos icônicos da música da trilogia Halo, escrita por Martin O'Donnell e seu parceiro Michael Salvatori. A consulta com O'Donnell e Salvatori terminou antes de Rippy se envolver no projeto, mas o compositor enviou um CD de sua obra para O'Donnell na metade do processo de composição. Antes de começar a trabalhar em Halo Wars, Rippy ouviu trilhas sonoras anteriores de Halo e procurou por material útil em projetos da Ensemble descartados; "Eu sou um grande fã de catalogar essas coisas e roubá-las sem remorso", disse Rippy. "Às vezes você não sabe o que tem até que realmente precise." Rippy e o líder de áudio Kevin McMullan examinaram as faixas de O'Donnell para identificar elementos a serem reutilizados em Halo Wars. Abandonando seu método usual de escrever melodias antes de determinar o método de produção de som, Rippy construiu melodias em torno de patches de sintetizador ou loops de bateria. Ele sentiu que compor para a ficção científica foi uma mudança de ritmo em relação ao seu trabalho anterior, que foi escrito para cenários históricos.
Rippy começou a escrever músicas para o jogo em abril de 2007. "Alguns dos pontos da trama de Halo Wars giram em torno da descoberta, e acho que essa foi minha ideia favorita para escrever - aquela sensação de 'ninguém viu isso antes'", disse ele. As duas primeiras faixas combinaram elementos reaproveitados de projetos anteriores com seus esforços para transmitir o som de Halo. "Flollo" continha ideias musicais com as quais Rippy havia experimentado desde seu último projeto, Age of Empires III: The WarChiefs. "Bad Here Day" foi a primeira peça em que tentou incorporar o "som de Halo". Rippy achou importante evitar repetir muitos temas antigos porque queria que o jogo tivesse sua própria identidade; no entanto, ele queria continuar a incorporar coro e piano, elementos que ele acreditava serem essenciais para o som dos jogos Halo anteriores. Seguindo a tradição da Ensemble Studios, as faixas são frequentemente nomeadas com base em frases inventadas e piadas internas, ao invés de eventos em-jogo.
No final de 2007, Rippy completou todas as músicas do jogo, incluindo créditos finais, temas de batalha e trilhas do mundo ambiente. No modo skirmish do jogo, a música reflete o ambiente ao invés das facções em conflito. Para garantir que o caráter da música mudasse dependendo do ambiente, ele seguiu regras autoimpostas; um ambiente pode apresentar guitarras, mas não piano, por exemplo. Para unificar musicalmente cada mundo, ele adicionou uma pequena peça introdutória contendo elementos comuns. Em contraste com o modo skirmish, o modo campanha contém diferentes melodias recorrentes para cada personagem principal e a nave humana Spirit of Fire. O período de trabalho mais intenso de Rippy foi em janeiro de 2008, quando ele começou a escrever músicas para as cinemáticas do jogo; a essa altura, ele já estava trabalhando na composição há nove meses. Rippy terminou a trilha em fevereiro de 2008, e, após três meses, todas as faixas estavam prontas para serem gravadas.
Embora as orquestrações anteriores ao vivo para os jogos Halo tenham sido executadas pela Northwest Sinfonia em Seattle, Washington, Rippy escolheu a FILMharmonic Orchestra of Prague para gravar a música de Halo Wars. Rippy esteve em Praga assistindo às sessões de gravação de Age of Empires III: The Asian Dynasties e adorou a cidade e o som que a orquestra produzia. O menor custo de gravação na Europa Oriental foi um benefício adicional. As sessões de gravação de 10 a 15 de março envolveram 24 vocalistas e 45 instrumentistas; posteriormente, foi feito overdubbing nas seções de coro e cordas para ampliar o som. Ao todo, cerca de 65 minutos da composição de Halo Wars de 75 minutos foram gravados em Praga. Os toques finais e a produção ocorreram em Seattle; O'Donnell participou de uma das sessões de mixagem.
Rippy usou o pipeline Audiokinetic Wwise para criar música dinâmica que muda com a ação no jogo. Embora Rippy usasse as ferramentas do Wwise apenas para música dinâmica, elas tornaram a configuração do sistema de áudio muito mais fácil do que nos jogos Ensemble anteriores. Para cada sequência de batalha, a deixa musical foi dividida em seções e mixada de forma diferente para cada seção. "Quando uma deixa é acionada, uma introdução é reproduzida e o jogo escolhe aleatoriamente entre todos esses elementos enquanto a batalha continuar", explicou Rippy. "Uma vez que acabou, um outro toca e então ele volta para a música normal do 'mundo'. Foi uma maneira interessante de trabalhar e gostaria de levá-la ainda mais longe, se houver uma oportunidade no futuro."
Quatro faixas de Halo Wars foram incluídas como uma prévia em um DVD bônus junto com a Halo Trilogy — The Complete Original Soundtracks, uma compilação de dezembro de 2008 de músicas anteriores de Halo. As faixas foram mixadas em Dolby Digital Som Surround de 5.1 canais e embaladas com vídeo das sessões de gravação e o trailer "Five Long Years". A trilha sonora foi lançada em 17 de fevereiro como um CD independente e como um download digital. A AOL Radio garantiu os direitos exclusivos para estrear a trilha sonora mais cedo, tocando uma nova faixa no início de cada hora.

## Lançamento
A demo jogável de pré-lançamento de Halo Wars foi mencionada pela primeira vez na edição de outubro de 2007 da Official Xbox Magazine, e tornou-se disponível para download em 5 de fevereiro de 2009; códigos de resgate para acesso antecipado foram dados a partir de 29 de janeiro. Segundo a Microsoft, a demo do jogo foi baixada por mais de 2 milhões de membros Xbox Live Gold nos primeiros cinco dias, e estabeleceu um recorde para a maioria dos downloads de demonstração no serviço.
Além da versão de varejo padrão, uma edição limitada de colecionador de Halo Wars foi disponibilizada. Para atrair a base de jogadores de Halo 3, Microsoft juntou o acesso antecipado ao Mythic Map Pack, uma colecção de três mapas multijogador de Halo 3, com a edição de colecionador. Um romance gráfico de metade do tamanho e 48 páginas também foi incluído; intitulado Halo Wars: Genesis, foi criado por Phil Noto, Graeme Devine e Eric Nylund. Ele explora as histórias de fundo de Anders, o Árbitro, Forge e Cutter. Outros bônus incluem um veículo exclusivo no jogo, cartas colecionáveis e um patch Spirit of Fire. Os jogadores que encomendaram o jogo de certos varejistas receberam um veículo especial Warthog com decalques em chamas. A GameStop anunciou que em 28 de fevereiro de 2009, mil lojas nos Estados Unidos realizariam torneios de Halo Wars, e duas mil lojas GameStop realizariam lançamentos à meia-noite do jogo. Os mercados europeus venderam um pacote "Best of Halo" de Halo Wars, Halo 3 e um Xbox 360.
No lançamento, Halo Wars alcançou o segundo lugar nas paradas de vendas semanais do Reino Unido, atrás de Killzone 2. Halo Wars atingiu apenas 16,7% das vendas de Halo 3 na primeira semana, mas superou Command & Conquer 3: Tiberium Wars por um fator de 3 para 1, tornando-se o jogo vendido mais rápido de estratégia em console. Na semana seguinte, as vendas de Halo Wars ficaram em quinto lugar. Na Austrália, as vendas semanais de Halo Wars foram classificadas em primeiro lugar, à frente de Killzone 2. Em 12 de março, a edição limitada e a versão padrão estavam em segundo e terceiro lugar, respectivamente, nas paradas de vendas do Xbox 360 dos Estados Unidos, atrás de Call of Duty: World at War. O Gamasutra atribuiu o aumento nas vendas de Halo 3 ao lançamento de Halo Wars; o primeiro foi o quarto nos Estados Unidos e o segundo na Austrália em vendas de jogos Xbox 360, e reapareceu na lista dos 20 principais jogos de console dos Estados Unidos em fevereiro.
Antes do lançamento do jogo, o analista da indústria Michael Pachter estimou que Halo Wars venderia 2 milhões de unidades. Em 19 de março de 2009, a Microsoft anunciou que o jogo vendeu 1 milhão de unidades e que os jogadores passaram 118 anos no total em confrontos online. De acordo com os números das vendas de março do NPD Group, Halo Wars vendeu 639.000 cópias nos Estados Unidos até março, tornando-o o terceiro jogo mais vendido no mercado.
Em junho de 2016, a Microsoft anunciou Halo Wars: Definitive Edition, uma versão aprimorada do jogo para Windows e Xbox One. O desenvolvimento da Definitive Edition foi conduzido pela Behavior Interactive. Ele foi disponibilizado em 20 de dezembro de 2016 como parte da versão Ultimate Edition de Halo Wars 2.

## Conteúdo para download
Após o fechamento da Ensemble, a Robot Entertainment anunciou que estava desenvolvendo conteúdo para download (DLC) para Halo Wars. Pottinger descreveu o suporte como contínuo em vez de um esforço único e comparou-o às adições pós-lançamento ao Halo 3 da Bungie. Ele afirmou que a Robot também trabalharia em problemas de balanceamento, correções de bugs e outros patches.
O primeiro pacote de DLC, Strategic Options, adicionou três novos modos multijogador. "Keepaway" é semelhante a capturar a bandeira; nele, os jogadores tentam capturar e manter unidades Forerunner. Em "Tug-of-war", os jogadores ganham pontos reunindo grandes exércitos e destruindo unidades inimigas. Em "Reinforcement", os jogadores recebem unidades como reforços, ao invés de treiná-los nas bases. A quantidade de recursos e reatores disponíveis determina quais tipos de unidades são implantadas e as melhorias que podem receber. Strategic Options foi lançado em 19 de maio de 2009, após um patch que corrigia bugs de software e problemas de balanceamento de jogo. A atualização recebeu críticas por seu pequeno tamanho (2 megabytes) e preço alto (800 Microsoft Points). Pottinger respondeu nos fóruns de Halo Wars que os modos de jogo eram pequenos downloads "porque são regras. Há algum conteúdo novo, mas obviamente é um tipo diferente de conteúdo em comparação com um mapa." A Robot lançou um segundo pacote de DLC em 21 de julho de 2009. O DLC, apelidado de "Historic Battles", contém quatro mapas adicionais e quatro novas conquistas no Xbox Live.

## Recepção
Halo Wars recebeu críticas geralmente positivas. O jogo tem uma média de 82/100 no site agregador Metacritic. Os críticos ficaram divididos sobre se Halo Wars foi uma tradução bem-sucedida do gênero RTS para console. Allen Rausch da GameSpy argumentou que, como Halo: Combat Evolved mostrou que os jogos de tiro em primeira pessoa podiam funcionar em consoles, Halo Wars "é um RTS ... em um console ... e funciona". Tom Price, do TeamXbox, disse que os jogadores esperaram muito tempo por um RTS de console "acertar", e Halo Wars fez isso; revisores da Official Xbox Magazine creditaram à Ensemble a criação de um jogo de estratégia que parecia "absolutamente em casa no console", ao invés de um "porte mal feito ..." de um jogo para PC com controles desajeitados. Thierry Nguyen do 1UP foi neutro sobre se era um bom jogo RTS ou um título Halo, mas chamou-o de "um começo sólido para o que poderia ser um RTS de console realmente bom". Scott Steinberg, da Digital Trends, disse que, embora não seja perfeito, Halo Wars foi um caso forte para a viabilidade de RTS em consoles; "Certamente há o potencial de ter resistentes do PC seriamente reconsiderando pegar o controle." Peter Hartlaub do San Francisco Chronicle ofereceu um resumo desdenhoso do jogo como "um jogo corretivo - estratégia em tempo real para principiantes" e afirmou que o jogo ofereceu relativamente pouca inovação quando comparado a outros títulos Halo.
Os revisores geralmente elogiaram os controles de Halo Wars. Os críticos que eram jogadores de RTS menos experientes, como Darren Zenko do Toronto Star, apreciaram a experiência de RTS simplificada. Em contraste, críticos como Luke Anderson do GameSpot disseram que o jogo não tinha a profundidade necessária para atrair jogadores de RTS mais experientes. Alguns críticos ficaram frustrados com a falta de recursos de controle - especificamente, a capacidade de criar e gerenciar grupos de unidades, a falta de teclas de atalho, a incapacidade de definir pontos de reunião para unidades diferentes, e a necessidade de voltar à base para ajustar a produção. Nguyen escreveu que "manobras sutis ... são mais difíceis de executar do que deveriam". Brett Molina do USA Today disse que os especialistas achariam a ação simplificada demais, mas que o jogo "é uma excelente escolha para os fãs do universo Halo e jogadores iniciantes na estratégia em tempo real". Revisores do GameSpy, G4tv e Eurogamer afirmaram que os controles funcionaram bem principalmente porque os desenvolvedores omitiram recursos para disponibilizar rapidamente a maioria das opções; por exemplo, limitar a construção da base selecionando áreas garantiu que os jogadores pudessem encontrar facilmente seus edifícios.
Os revisores consideraram as facções equilibradas. Kieron Gillen do Eurogamer comentou que o Covenant era mais difícil de dominar, especialmente porque a campanha servia como um tutorial para o UNSC, mas nenhuma introdução semelhante estava disponível para o Covenant. No entanto, ele disse que as duas equipes são "autenticamente diferentes" e cada uma oferece seus próprios desafios aos jogadores. Alguns críticos, como Nick Cowen do The Daily Telegraph, desejaram que o Flood fosse uma facção jogável; em contraste, Ryan Geddes do IGN não gostou do Flood e apreciou sua exclusão. Will Porter do IGN UK gostou da mecânica RTS pedra-papel-tesoura, mas disse que "uma vez que o jogo é uma porcaria em indicar quais unidades são pedras e quais tesouras", os jogadores tinham que aprender quais unidades eram melhores por tentativa e erro, uma questão que era mais prevalente com o Covenant.
O enredo do jogo foi bem recebido. Os revisores elogiaram as cinemáticas do jogo e a dublagem. Geddes disse que a história era boa, mas não a par com as dos jogos Halo da Bungie, e que a maioria dos personagens eram estereotipados e um tanto desagradável. Os críticos notaram que, para um jogo de estratégia, a campanha foi bastante curta, com apenas 15 missões; Nate Ralph, da Wired, completou cada uma em menos de 40 minutos. Jon Wilcox da Total Video Games escreveu "há um fluxo e refluxo" no jogo, com "capítulos longos cortados com outros mais curtos ou missões baseadas no tempo, todos juntos criando uma experiência surpreendentemente atraente". Wilcox disse que as adições de medalhas baseadas em performance agregaram o valor de rejogabilidade à campanha. Price disse que, embora a história e a estrutura de missão do jogo fossem razoavelmente normais, os níveis que eram "mecânicos" em outros jogos RTS pareciam mais substanciais em Halo Wars. Revisores como Geddes, Wilcox e Patrick Kolan do IGN UK disseram que a falta de uma campanha Covenant foi uma omissão lamentável.
As publicações avaliaram bem o aspecto multijogador do jogo. Wilcox observou que, embora o modo multijogador "não tenha adicionado [nada] novo [aos jogos RTS], pelo menos é uma experiência sólida que expande a longevidade de Halo Wars". Adam Biessener, da Game Informer, escreveu que a jogabilidade de Halo Wars era melhor contra jogadores humanos, já que "truques" de campanha e inteligência artificial pobre não eram um problema. Kevin Lynch, do The Mirror encontrou falhas na variedade "limitada" de modos de jogo.
Os críticos geralmente concordam que a Ensemble recriou bem a estética do universo Halo. Gillen disse que o conhecimento do universo do jogo pode aliviar alguns problemas de ignorância do jogador em relação às ações das unidades: "Não é apenas a emoção geek de ver um Scarab em ação - é que você entende o que o Scarab significa no campo de batalha (problemas)", ele escreveu. "Nós sabemos quais personagens são melhores contra tanques, e quais provavelmente são melhores em veículos especiais." Nguyen disse que, embora as unidades centrais combinassem bem, a inclusão de unidades desenvolvidas pela Ensemble deu a Halo Wars a sensação de um título genérico de ficção científica. Ao dar ao jogo uma análise mista, Anderson disse que a aparência autêntica das unidades e ambientes percorreram um longo caminho para integrar o jogo com o resto da série. Wilcox comentou que com o sistema de menu inspirado em Halo e a trilha sonora de Rippy, "antes mesmo de a campanha começar, a mensagem é clara: este ainda é um jogo Halo". No geral, Halo Wars foi considerado um jogo final adequado para a Ensemble.

## Sequência
Em 4 de agosto de 2015, a Microsoft anunciou Halo Wars 2, desenvolvido pela Creative Assembly com a assistência da 343 Industries. O jogo foi lançado em 21 de fevereiro de 2017 para Xbox One e Microsoft Windows.